# Dommeren (film fra 2005)
 For alternative betydninger, se Dommeren. (Se også artikler, som begynder med Dommeren)
Dommeren er en dansk film fra 2005, instrueret af Gert Fredholm og skrevet af Mikael Olsen.

## Medvirkende
- Peter Gantzler
- Nastja Arcel
- Lars Lunøe
- Jesper Lohmann
- Peter Schrøder
- Sarah Boberg
- Maria Stokholm